# Juan José Cañas
Juan José Cañas (n. San Miguel, El Salvador, 19 de enero de 1826 - m. San Salvador, El Salvador, 10 de enero de 1918) fue un poeta, militar, político, y diplomático salvadoreño. Fue el autor de la letra del Himno Nacional de El Salvador.

## Biografía
Nacido en una familia de limitados recursos económicos en la ciudad de San Miguel, Cañas logró estudiar por un tiempo en la Universidad de León, Nicaragua. Para el año 1843 retornó a El Salvador donde estudió Filosofía, y posteriormente obtuvo el grado de Bachiller en Guatemala, siempre en dicha rama. Allí también estudió la carrera de Medicina, la cual no terminó. A finales de 1847 se prestó, junto a otros pacientes, para un ensayo del éter sulfúrico como anestésico en el Hospital San Juan de Dios de Guatemala, siendo el primer experimento de ese tipo llevado a cabo en la región centroamericana.
Para el año 1848, Cañas se embarcó a California, Estados Unidos, en vista de la Fiebre del Oro, pero retornó en 1852 sin haber tenido suerte en la aventura. Debido a un poema dedicado a un presidente costarricense en el exilio, obtuvo el grado de coronel, pero se convirtió en un verdadero militar con grado de General de División del ejército salvadoreño cuando acaeció la Guerra Nacional de Nicaragua. En dicho conflicto, el 24 de agosto de 1856 comandó el bergantín nicaragüense Centroamérica que junto a otras naves partió desde La Unión al Puerto de San José, Guatemala, para el embarque de tropas.
Junto a David J. Guzmán, Cañas fue nombrado comisario de El Salvador en la Exposición Internacional de Santiago de Chile en 1875, y a los tres meses recibió la credencial de enviado extraordinario y ministro plenipotenciario ante ese país. En Sudamérica logró ser parte de diversas asociaciones científicas y literarias como la Academia de Bellas Letras de Santiago de Chile o la Academia Colombiana de la Lengua. Retornó a El Salvador en 1877.
En esos años, el presidente Rafael Zaldívar comisionó a Cañas y al músico italiano Juan Aberle la composición del Himno Nacional de El Salvador por medio de un acuerdo oficial. Por ese trabajo ninguno de ellos recibió remuneración. El Himno Nacional de El Salvador fue estrenado la mañana del 15 de septiembre de 1879 cuando se conmemoraba el 58.º aniversario de la Independencia de Centroamérica. Sería hasta el 4 de abril de 1902, durante la administración pública de Tomás Regalado, que ambos autores —Cañas de la letra, y Aberle de la música— recibieron una medalla de oro en solemne acto. Según el decreto ejecutivo, era  "un deber de estricta justicia premiar los méritos de los buenos servidores de la Patria".
En el 27 de febrero de 1883, el gobierno de Rafael Zaldívar estableció una legación en Chile y la puso bajo el cargo de Cañas con el rango de enviado extraordinario y ministro plenipotenciario.
Entre los años 1882 y 1883 residió en El Salvador el joven poeta nicaragüense Rubén Darío. Allí trabó amistad con Juan José Cañas quien le convenció de dirigirse a Chile, y para ayudarle en su estadía le dio cartas de recomendaciones dirigidas a personalidades influyentes de  ese país. Darío, que partió el 5 de junio de 1886, anotaría en su autobiografía:

Hombre de verdadero talento, de completa distinción y bondad inagotable. Chilenófilo decidido desde que en Chile fue diplomático allá por el año de la Exposición Universal. ‘Vete a Chile --me dijo--. Es el país adonde debes ir’. ‘Pero don Juan --le contesté--, ¿cómo me voy a ir a Chile si no tengo los recursos necesarios’. ‘Vete a nado --me dijo--, aunque te ahogues en el camino’. Y el caso es que entre el y otros amigos me arreglaron mi viaje a Chile."

Cañas fue uno de los miembros fundadores de la Academia Salvadoreña de la Lengua, la cual fue creada en 1875. Presidió dicha entidad en 1915 cuando ocupaba la silla N. En esa época también formaban parte de dicho organismo personalidades como Francisco Gavidia, Román Mayorga Rivas y Alberto Rivas Bonilla. En cuanto a funciones gubernamentales, se desempeñó como comandante del Puerto de La Libertad, gobernador del departamento de San Salvador en 1872 y también como diputado de las Asambleas Constituyentes de 1872 y 1880.
En cuanto a su actividad literaria, Cañas dio a conocer sus primeros escritos a los diecisiete años y ha sido reconocido como el precursor del Romanticismo en El Salvador. Fue amigo personal de reconocidos autores como José Martí, Juan de Dios Peza y Enrique Gómez Carrillo, y en los últimos años de su vida reconoció el talento literario de la joven poetisa Margarita del Carmen Brannon, posteriormente conocida como Claudia Lars, a quien publicó —sin el consentimiento de ella— el folleto Tristes Mirajes. Por su parte, Cañas nunca publicó un libro que reuniera sus composiciones poéticas, y gran parte de su obra quedó en antologías de la época, periódicos y revistas, tales como la Galería Poética Centroamericana y la Guirnalda Salvadoreña. Rubén Darío le llamó "El patriarca de la poesía de Centroamérica", y José Martí, "Veterano de la lira y de la espada".
En su acta de defunción encontrado en el registro civil de la ciudad de San Salvador, lugar donde falleció el General Cañas dice lo siguiente: Partida número 60 con número de folio 22. Juan José Cañas, de noventa y uno años de edad, originario de San Miguel y de este domicilio, casado con Rafaela Pérez, Literato y General de Brigada del Ejército, hijo legítimo de Manuel Cañas y Antonia Pérez, falleció de infección intestinal, hoy a la una de la mañana en el Barrio del Calvario de esta Ciudad, médico asistente P. Peralta L. Manifestó Rosendo Morán Monterroza que el extinto no deja bienes raíces. San Salvador diez de Enero de mil novecientos diez y ocho.

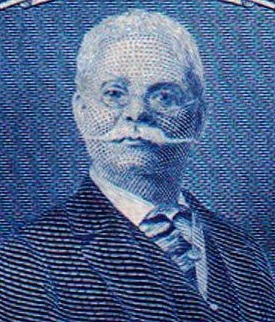
Juan José Cañas

Después de establecer el Gran Oriente y el Consejo Central Americano Supremo en enero de 1871, la incipiente obediencia fue testigo de una expansión a los países vecinos, comenzando con El Salvador. La logia inaugural en El Salvador, Le Progres No. 5, comenzó a operar en San Salvador el 30 de septiembre de 1871. Esta logia reclutó a miembros de la élite política y social del país, incluido el vicepresidente Manuel Méndez, el escritor Juan José Cañas y el gobernador de San Salvador José Larreynaga. Además, atrajo a figuras extranjeras como el francés Auguste Bouineau, representante de la Compagnie Générale Transatlantique, y Juan Luis Buerón, director de los ferrocarriles.
Al igual que su postura en Costa Rica, la Iglesia Católica de El Salvador emitió una vehemente condena del establecimiento de una logia masónica y la masonería dentro del país. En una carta pastoral emitida por el obispo Tomás Pineda y Zaldana de San Salvador, la Iglesia declaró la excomunión para los masones, dándoles doce días para retractarse. La Iglesia continuó su campaña anti-Masónica hasta el 6 de junio de 1872, cuando los [jesuitas]] fueron expulsados del país, seguidos por muchos otros miembros del clero. El periódico católico La Verdad fue prohibido cuando la nación se embarcó en un proceso de secularización y modernización bajo el presidente Santiago González Portillo, que fue apoyado y acompañado por muchos masones.
A partir de ese momento, la masonería ejerció una influencia creciente en la formación de un estado liberal, particularmente durante las presidencias de Rafael Zaldívar, que él mismo era masón, y Francisco Menéndez. A partir de 1882, se establecieron muchas logias nuevas, incluyendo Excelsior, Charité et Constance, Force et Matière, Osiris, Rafael Osoria y varias otras. Las logias salvadoreñas sirvieron como lugares de interacción y socialización entre lugareños y extranjeros, funcionando con frecuencia como incubadoras de ideologías democráticas y sociales.
En septiembre de 1912, la masonería salvadoreña logró su autonomía del Gran Oriente Centroamericano y el Consejo Supremo al establecer la Gran Logia Cuscatlán de El Salvador. En 2007, dos logias disidentes se fusionaron para formar el Gran Oriente de El Salvador, lo que inició el establecimiento de la primera logia femenina en El Salvador y América Central.

## Reconocimientos

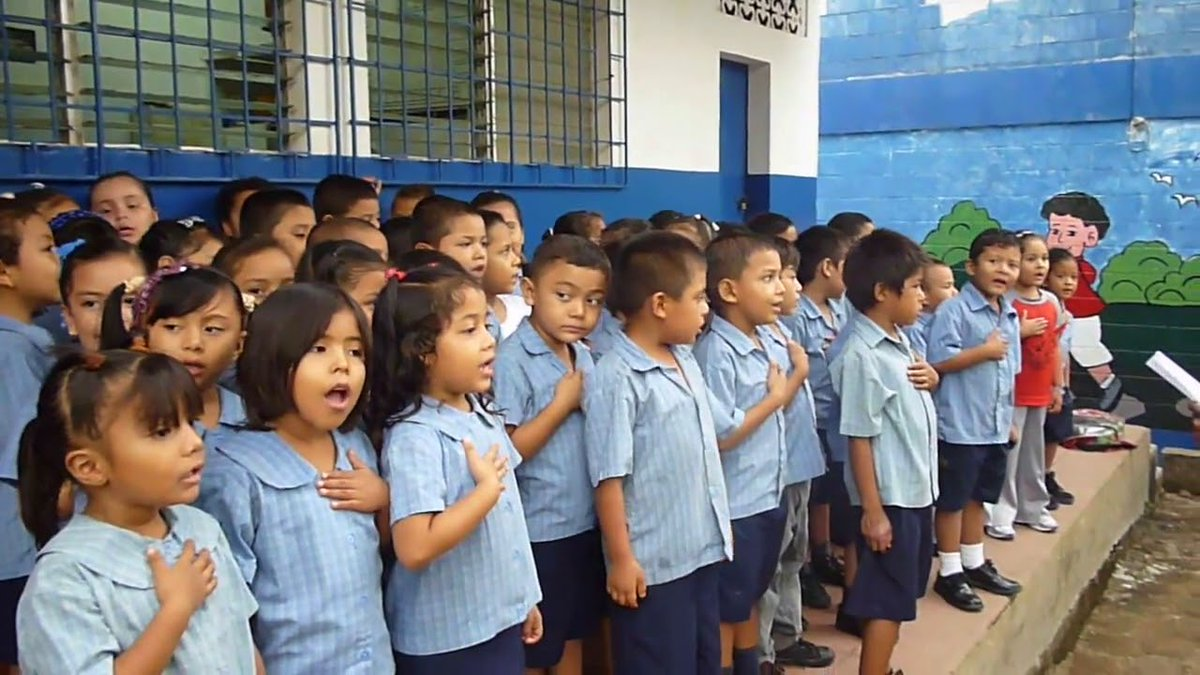
Escuela pública De El Salvador. En 1992 El decreto legislativo 342 establece que la ejecución pública del Himno Nacional de El Salvador debe iniciar con el coro y finalizar con la primera estrofa.

En el 3 de enero de 1945, a solicitud de la Municipalidad de San Salvador, la Secretaría de Gobernación acordó autorizar a la municipalidad la construcción de un arriate en que se colocará el busto del General Juan J. Cañas, en lo que podría invertir hasta la suma de 118 colones.